# Butelka zapalająca

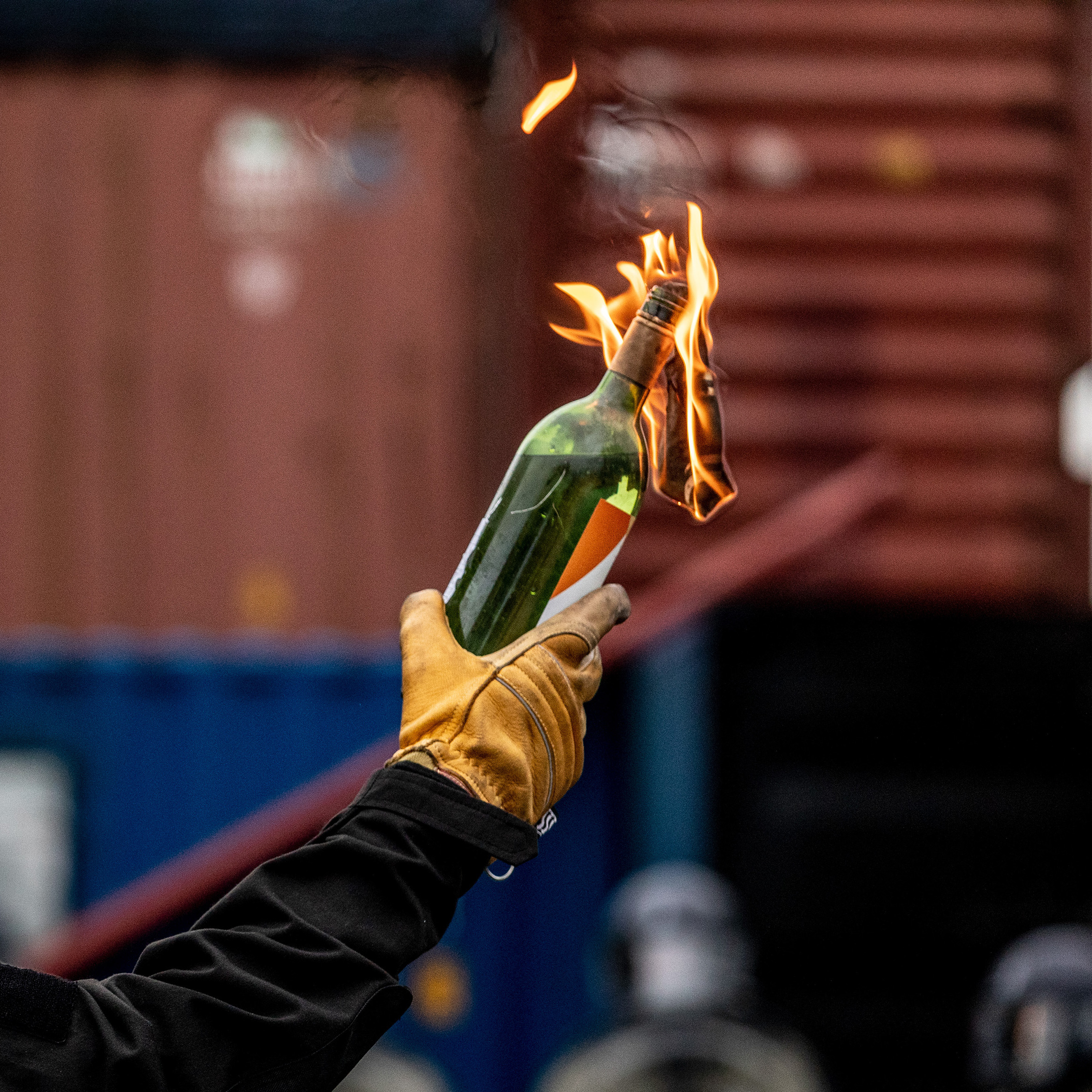
Butelka zapalająca

Butelka zapalająca (potocznie koktajl Mołotowa) – rodzaj prymitywnego ręcznego granatu zapalającego w formie szklanej butelki wypełnionej łatwopalną cieczą. Broń ta charakteryzuje się znaczną prostotą konstrukcji, co umożliwia jej łatwą produkcję nawet w warunkach domowych. Jednocześnie jest też wysoce podatna na uszkodzenia i niekontrolowany zapłon, stanowiąc poważne zagrożenie dla miotającego.

## Etymologia
Popularnie butelki zapalające nazywa się „koktajlami Mołotowa”, co nawiązuje do postaci ministra spraw zagranicznych ZSRR Wiaczesława Mołotowa, jednak etymologia tej nazwy do dziś pozostaje niepewna. Najczęściej jej powstanie przypisuje się żołnierzom fińskim, którzy masowo wykorzystywali je przeciwko radzieckim czołgom w trakcie wojny zimowej (1939-1940), co miało mieć zabarwienie sarkastyczne. Jednakże nazwa ta może wiązać się również z rozporządzeniem Państwowego Komitetu Obrony ZSRR z 7 lipca 1941 roku O przeciwpancernych granatach zapalających, które podpisane zostało przez Mołotowa zatwierdzającego w ten sposób masową produkcję butelek zapalających w tym państwie.

## Budowa i sposób użycia

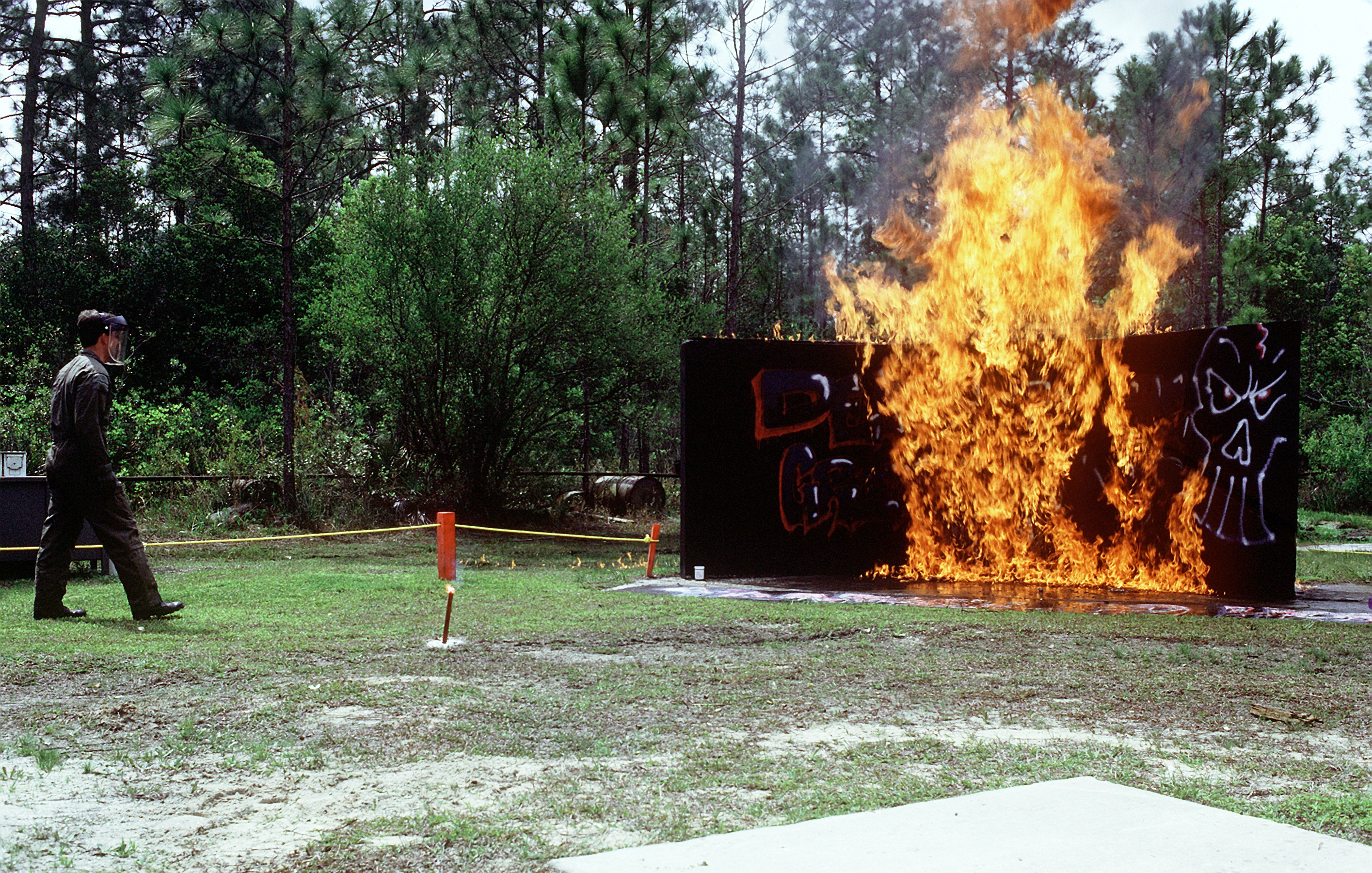
Płonący materiał zapalający po użyciu koktajlu Mołotowa

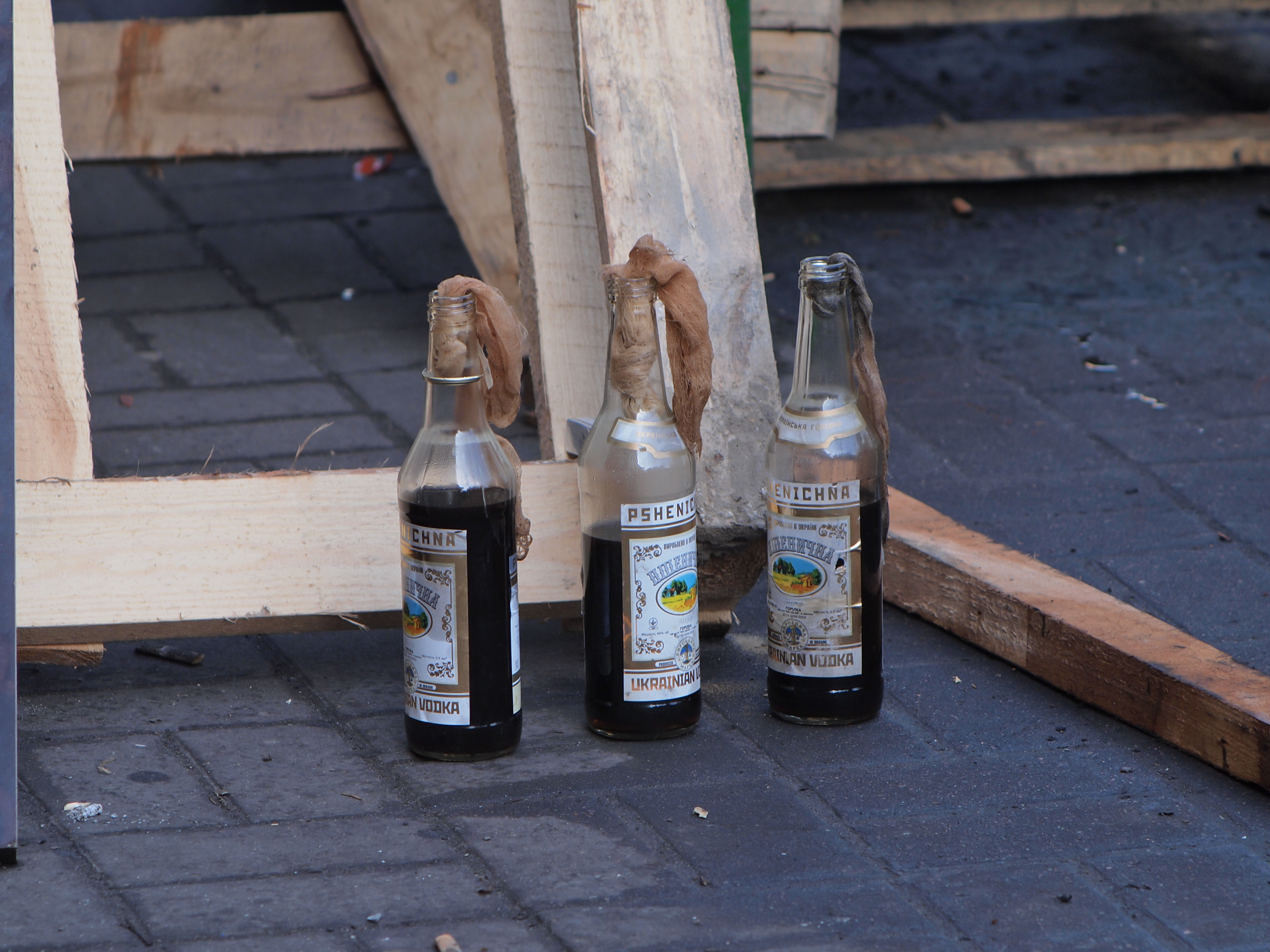
Najprymitywniejszy typ butelki zapalającej z zapalnikiem w postaci lontu z tkaniny wetkniętej w szyjkę

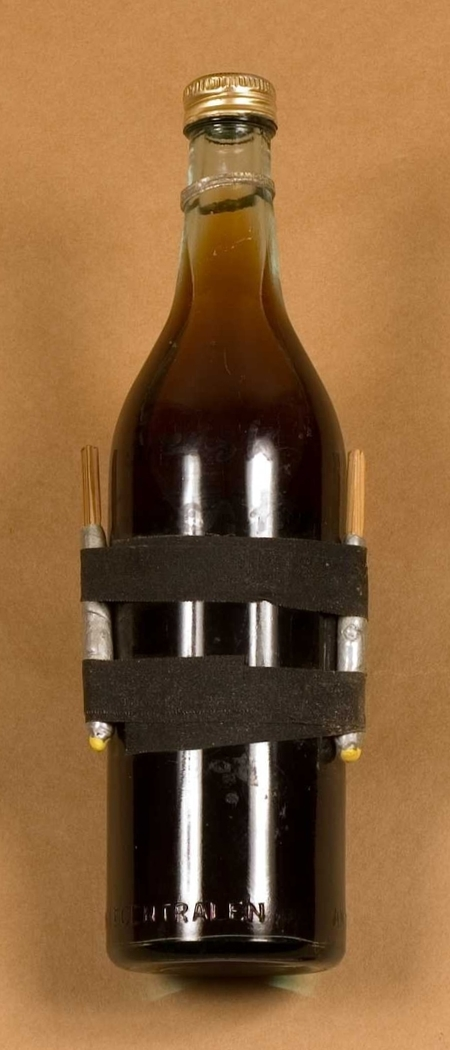
Szwedzka wojskowa butelka zapalająca Brännflaska m/40 z zapalnikiem w postaci zapałek sztormowych

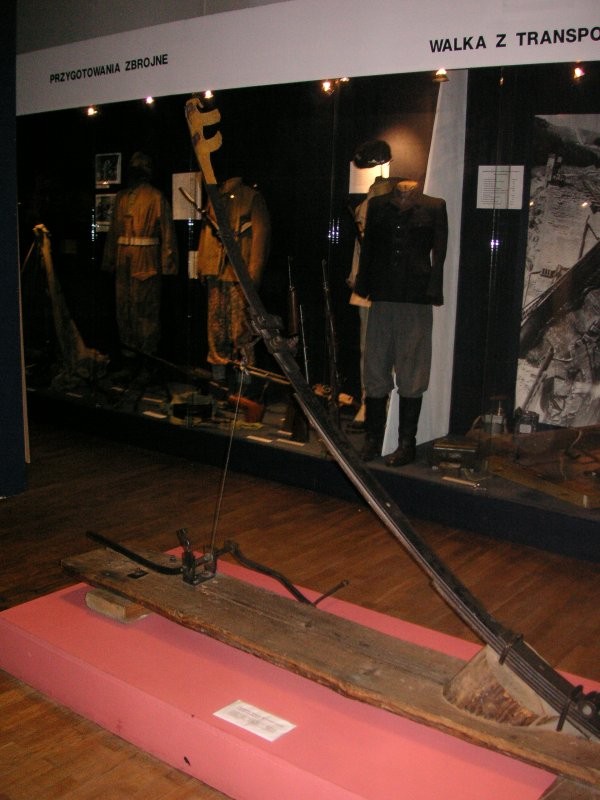
Katapulta do miotania butelek zapalających z okresu powstania warszawskiego

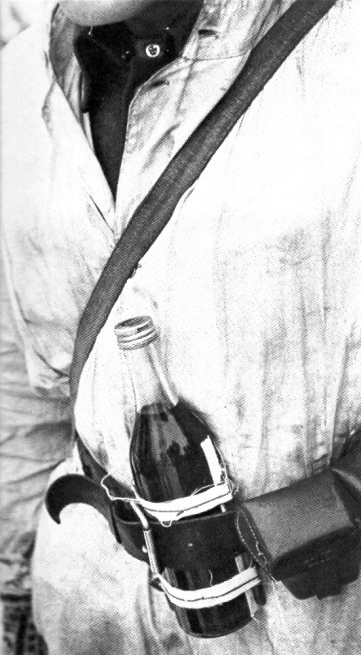
Fiński żołnierz z koktajlem Mołotowa (wojna zimowa)

Koktajl Mołotowa składa się z szklanej butelki wypełnionej łatwopalną cieczą, stanowiącą materiał zapalający, do której przymocowany jest zapalnik. Zapłon cieczy następuje po stłuczeniu butelki (w zamyśle – przy trafieniu w cel) w wyniku bezpośredniego kontaktu cieczy z zapalnikiem.

### Materiał zapalający
Materiał zapalający wypełnia butelkę zazwyczaj w 2/3 jej objętości co ułatwia jej stłuczenie (w przeciwieństwie do pełnej butelki).
W najbardziej prymitywnej wersji materiał stanowi jednorodna łatwopalna substancja (na przykład benzyna, ropa naftowa, nafta, denaturat), jednak taki materiał cechuje się niską efektywnością. Znacznie lepsze efekty uzyskiwane są poprzez stosowanie odpowiednich mieszanek przykładowo benzyny z olejem w stosunku 2:3 (patrz: napalm). W takim wypadku benzyna stanowi substancję łatwo ulegającą zapłonowi, olej natomiast przedłuża spalanie i ogranicza spływanie cieczy z celu, powodując większe zniszczenia. Do popularnych składów mieszanki zwiększających jej efektywność zalicza się przykładowo oleje jadalne, smołę, kleje kauczukowe, polistyren (styropian).
W radzieckich butelkach zapalających produkowanych w czasie II wojny światowej stosowano niekiedy specjalną substancję „KS”, składającą się z białego fosforu rozpuszczonego w dwusiarczku węgla w proporcjach 4:1. Mieszanką tą wypełniano butelki z ciemnego szkła (najczęściej po piwie), uprzednio wlewając do nich płyn stanowiący warstwę izolacyjną, a dopiero pod niego wtłaczając „KS”, pozostawiając kilka centymetrów wolnej przestrzeni. Butelki następnie zamykano gumowymi korkami i zabezpieczano drutem i taśmą izolacyjną. Pakowano je w drewniane skrzynie i zasypywano ziemią, by zabezpieczyć przed stłuczeniem w czasie transportu. Mieszanka ta zapalała się samoczynnie po kontakcie z powietrzem po stłuczeniu, co nie wymagało użycia otwartego ognia.

### Zapalnik
W najbardziej prymitywnej wersji zapalnik koktajlu Mołotowa stanowi zwitek tkaniny czopujący jej szyjkę i stanowiący rodzaj podpalanego lontu. Jest to najpowszechniejszy ze względu na swą prostotę rodzaj zapalnika, jednak stwarza on bardzo duże niebezpieczeństwo dla miotającego, ponieważ nie zatyka szczelnie butelki. W takim przypadku istnieje duże prawdopodobieństwo, że przy przechyleniu butelki wypłynie więcej paliwa, niż jest w stanie wchłonąć materiał i dojdzie do zwilżenia zewnętrznych ścian butelki, co przy próbie zapalenia lontu może zainicjować niekontrolowany zapłon całej butelki w rękach miotającego. Prawidłowo wykonany koktajl Mołotowa powinien mieć szczelną zatyczkę butelki (na przykład korek, nakrętkę) i lont przywiązany zewnętrznie do jej szyjki. W takim wypadku lont (w postaci tkaniny) musi jednak zostać zwilżony paliwem przed jego odpaleniem. Zamiast zwitka tkaniny możliwe jest jednak stosowanie jako lontu dużo praktyczniejszego tamponu zawiniętego szczelnie w folię. Takie rozwiązanie eliminuje konieczność zwilżania lontu tuż przed użyciem, gdyż można to uczynić już podczas produkcji, zaś właściwości chłonne tamponu i folia zapobiegają odparowywaniu mieszanki z lontu. Jako skuteczny zapalnik stosowano również przywiązywane do butelki zapałki sztormowe, nie wymagające używania źródła otwartego ognia do odpalenia.
Specjalny typ stanowią zapalniki chemiczne mocowane na zewnątrz szczelnie zamkniętej butelki, wchodzące po jej stłuczeniu w reakcję z materiałem zapalającym, inicjując samozapłon. Nie wymagają one wcześniejszego podpalenia zapalnika.

### Sposób użycia
W zdecydowanej większości przypadków butelki zapalające miotane są ręcznie. Jednak w niektórych przypadkach konstruowano dla nich prowizoryczne „granatniki” w postaci sprężynowych katapult umożliwiających miotanie pocisków na większe odległości, czego przykładem mogą być konstrukcje tworzone przez powstańców warszawskich.

## Historia
Pierwsze udokumentowane przypadki użycia butelek zapalających zanotowano w czasie hiszpańskiej wojny domowej. Posłużyli się nimi marokańscy regulares przeciwko republikańskim czołgom T-26 w bitwie pod Sesena we wrześniu 1936 roku niszcząc trzy i uszkadzając kolejne trzy maszyny. Broń zyskała na popularności i do końca wojny używana była przez obie strony konfliktu.
Ze względu na prostotę produkcji butelki zapalające były sporadycznie wykorzystywane jako prowizoryczna broń przeciwpancerna w trakcie kolejnych konfliktów. Przykładowo przeciwko Armii Czerwonej wykorzystywała je Cesarska Armia Japońska w starciach nad jeziorem Chasan w 1938 roku i nad rzeką Chałchin-Goł w roku 1939, a także Polacy podczas obrony Grodna w 1939 roku i Finowie w trakcie wojny zimowej.
Zalety tej broni zostały również dostrzeżone przez Armię Czerwoną, cierpiącą na poważne braki ręcznej broni przeciwpancernej, co poskutkowało przyjęciem 7 lipca 1941 roku rozporządzenia zatwierdzającego masową produkcję butelek zapalających.
Oryginalnym rosyjskim pomysłem, oprócz wykorzystywania tej broni do zwalczania pojazdów pancernych, było tworzenie z nich pól minowych (na przykład pod Stalingradem ułożono 30 pól z łącznie 200 tysięcy butelek). Było to możliwe dzięki zastosowaniu specjalnego składu mieszanki zapalającej reagującej w momencie stłuczenia z przymocowanym do butelki zapalnikiem chemicznym. W takim wypadku kilka butelek zakopywano jedna na drugiej, na wierzchu umieszczając kamień, który ułatwiał stłuczenie konstrukcji w momencie nastąpienia bądź najechania na niego.
Butelki zapalające były jednak bronią prowizoryczną, cechującą się ograniczoną skutecznością, niebezpieczną w użyciu i ustępującą pod każdym względem granatnikom i granatom przeciwpancernym. Stosowane były więc przede wszystkim jako broń doraźna tam, gdzie brakowało broni specjalistycznej, bądź przez oddziały nieregularne, nie mające do takiej broni dostępu. Za przykład może tu posłużyć masowe wykorzystywanie butelek przez żołnierzy Armii Krajowej w trakcie powstania warszawskiego (1944) ze względu na bardzo ograniczone ilości broni przeciwpancernej (zdobycznej bądź pochodzącej ze zrzutów).
Ze względu na prostotę produkcji butelki zapalające stanowiły często popularną broń wykorzystywaną przez cywili zarówno w trakcie konfliktów zbrojnych, jak i podczas demonstracji i zamieszek. Współcześnie koktajle Mołotowa były wykorzystywane między innymi na Białorusi w latach 2020 i 2021 podczas walk z OMON-em wysłanym do stłumienia demonstracji wymierzonych przeciwko prezydentowi Aleksandrowi Łukaszence. Również w 2021 roku zostały użyte w Belfaście podczas starć między zwolennikami przynależności Irlandii Północnej do korony brytyjskiej, a zwolennikami zjednoczenia z Republiką Irlandii. W 2022 roku ludność cywilna Ukrainy wykorzystywała tę broń przeciwko żołnierzom rosyjskim w czasie rosyjskiej inwazji na Ukrainę.

## Historyczne opisy wykonywania butelek zapalających
Do cienkościennej półlitrowej butelki, najlepiej od wódki lub octu, wlać dowolną mieszankę zapalającą, np. benzynę, naftę, denaturat, benzol, aceton itp. Do tego dolać ostrożnie kwasu siarkowego. Butelkę szczelnie zakorkować i zalakować. Następnie na pasek papieru wysypać ostrożnie łyżkę stołową proszku detonującego. Zrobić z tego podłużną torebkę i przykleić ją do butelki. Butelkę rzucać samą lub uwiązaną na sznurku.

W braku amunicji przeciwczołgowej ludność cywilna powinna przygotować sobie do walki z czołgami niezawodne butelki samozapalające, którymi łatwo i bezpiecznie można unieruchomić nieprzyjacielski czołg. Najlepiej do tego celu wziąć półlitrową butelkę cienkościenną - od wódki lub octu - i napełnić do 2/3 dowolną mieszaniną łatwopalną (benzyna, nafta, ropa, denaturat, benzol, aceton w dowolnym stosunku). Do butelki trzeba ostrożnie dolać kwasu siarczanego. Tak napełnioną butelkę szczelnie zakorkować i zabezpieczyć lakiem, pakiem, świecą od przenikania. Następnie sporządzić należy mieszaninę kalichloricum (wziąć z apteki, składu aptecznego, mydlarni) z pudrem cukru mniej więcej dwie trzecie na jedną trzecią. Czubatą łyżkę tego proszku rozsypać na mocnym, niemoknącym papierze (natron, pergamin) wielkości 40 na 40 cm. Jeżeli takiego proszku nie można sporządzić, wystarczy użyć chloran. Zrobić z tego szczelnie zamkniętą torebkę i przykleić lub mocno przywiązać u samej szyjki butelki. Butelkę owinąć sznurkiem z pętlą, przy czym trzeba pamiętać, że pętla powiększa rzut o 10 m kosztem celności. Butelki należy przechowywać o ile możności nie oddzielnie, lecz w skrzyniach najlepiej monopolowych po 25 sztuk, gdyż są bardzo czułe na wstrząsy. Przypadkowe rozlanie płynu na sam papier, a tym bardziej z proszkiem, powoduje niezwłoczny wybuch. Zwykłe rzucenie butelki na czołg lub bruk wśród maszerującej piechoty daje wynik podobny do granatu „Filipinka”.